# Пайсанду

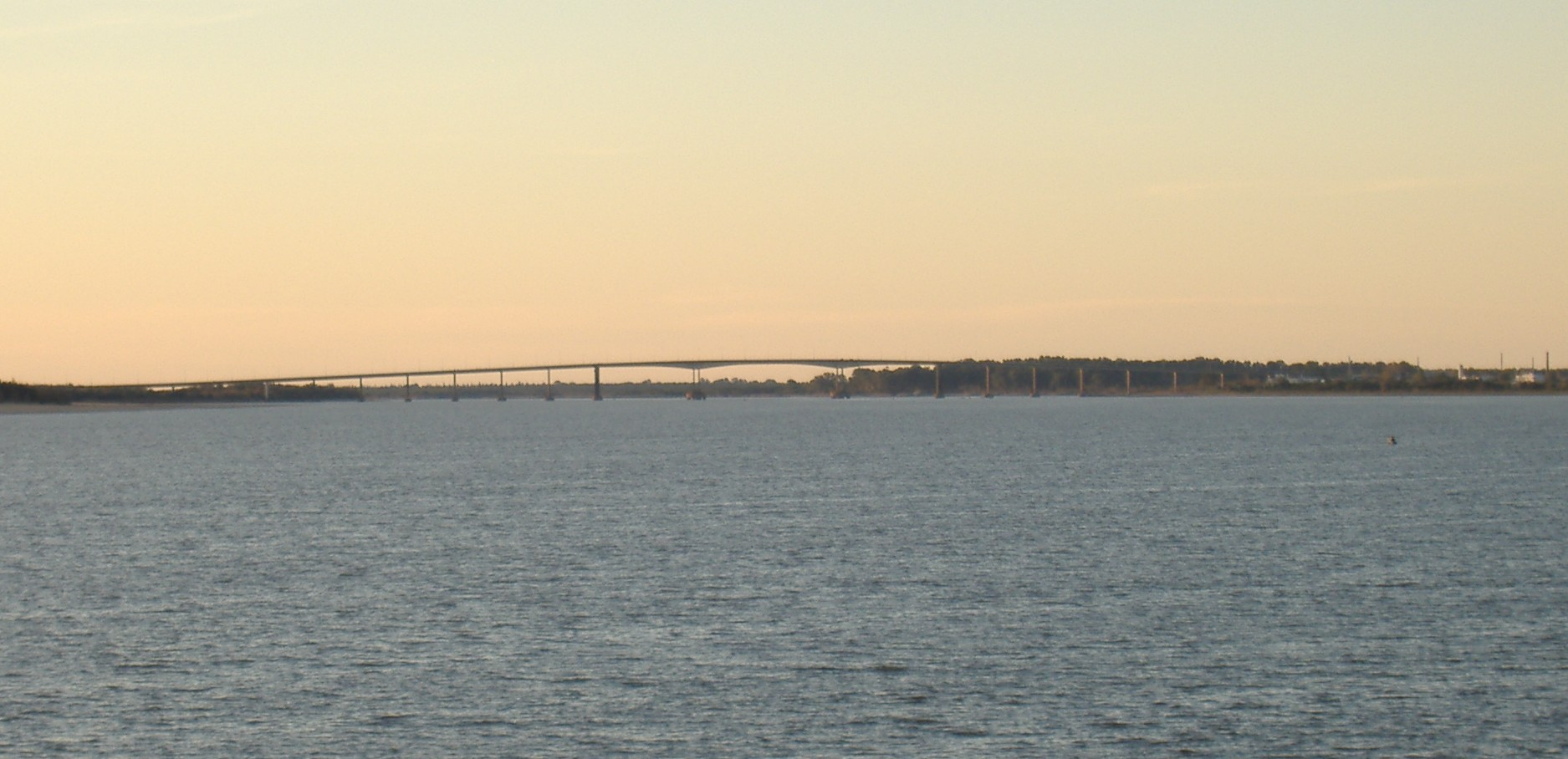
Мост генерала Хосе Артигаса

Пайсанду́ (исп. Paysandú) — четвёртый по населению город Уругвая, крупнейший город и административный центр департамента Пайсанду.

## История
Город был основан в 1749 году как форт иезуитов на берегу реки Уругвай. В 1865 году город стал одной из арен борьбы уругвайцев под предводительством генерала Леандро Гомеса против вторжения Бразилии.

## География и климат
Город расположен в 378 км к северо-западу от Монтевидео на берегу реки Уругвай, которая служит границей между Уругваем и Аргентиной. С аргентинской провинцией Энтре-Риос, а точнее, с городом Колон, Пайсанду связывает 334-метровый мост Генерала Хосе Артигаса, открытый в 1975 году.
Климат Пайсанду — влажный субтропический. Среднегодовая температура составляет 17,9 °C. Среднее годовое количество осадков — 1218 мм.

## Население
Население города по данным на 2011 год составляет 76 412 человек.
| Год  | Население |
| ---- | --------- |
| 1908 | 20 953    |
| 1963 | 51 645    |
| 1975 | 62 199    |
| 1985 | 68 466    |
| 1996 | 74 568    |
| 2004 | 77 272    |
| 2011 | 76 412    |

Источник: Instituto Nacional de Estadística de Uruguay

## Экономика
В структуре экономики города доминирует продукция агропромышленного сектора. К главным промышленным предприятиям города относятся: пивоваренный завод Norteña, сахарный завод Azucarlito, производитель шерстяных тканей Paylana, кожевенные фирмы Paycueros и Cholitas SRL, производитель портландцемента ANCAP. Пайсанду также является центром лесной промышленности, здесь функционируют предприятия по посадке и сбору эвкалиптов. Немного развита рыбная промышленность.
Важную роль в структуре ВВП города играет туризм. Вдоль песчаных пляжей у реки Уругвай выстроились рекреационные объекты — гостиницы, кафе и т. п. Вниз по реке расположен национальный парк Эстерос-де-Фаррапос, где развит экотуризм.

## Спорт
В Пайсанду есть множество спортивных клубов — яхт-клуб, гребной, команды по футболу (ФК «Пайсанду» и «Пайсанду Белья Виста»), регби, теннису, поло, хоккею на траве.

## Известные уроженцы
- Обдулио Варела — уругвайский футболист
- Вальтер Гаргано — футболист
- Николас Лодейро — футболист
- Себастьян Сория — катарский футболист

## Города-побратимы
- Маскатайн, Айова, США
- Эльин, Испания
- Смара, Западная Сахара[4]